# 덕수 장씨
덕수 장씨(德水張氏)는 개성시 판문구역 덕수리를 본관으로 하는 한국의 성씨이다. 시조 장순룡(張舜龍)은 회회인으로 그의 아버지는 원 세조 때 필도치라는 벼슬을 지낸 바 있다. 장순룡은 1275년(충렬왕 1년) 충렬왕비인 제국공주를 배행하여 고려에 왔다가 금자광록대부, 문하찬성사를 지내고 덕수부원군에 봉해졌다.

## 역사
덕수장씨(德水張氏)의 시조 장순룡(張舜龍)은 본래 위구르계 사람으로 충렬왕 때 고려에 귀화했다. 그는 원나라 세조 때 필도치(必闍赤)라는 벼슬을 지낸 장백창(張伯昌)의 아들이다. 《덕수장씨족보(德水張氏族譜)》와 《고려사(高麗史)》에 의하면 그는 충렬왕비 제국공주(齊國公主)를 따라 고려에 귀화하여 첨의참리(僉議參理), 문하찬성사(門下贊成事) 등을 지내고 덕성부원군(德城府院君)에 봉해져 덕수현(德水縣)을 식읍으로 하사 받았으므로 후손들이 덕수를 관향으로 삼게 되었다고 한다.
덕수장씨(德水張氏)는 조선시대 문과 급제자 14명을 배출하였다.

## 기원
장순룡과 장백창은 위구르인이라고 전해지는데, 중앙아시아의 투르크계 민족이다. 현재 중국의 신장 웨이우얼 자치구와 중앙아시아에 살고 있는 민족이며 주요 지역은 설련하이다. 임천 이씨 시조 이현(李玄), 경주 설씨 시조 설손(偰遜)도 장백창과 같이 위구르 사람으로 설련하 출신이라고 하는데, 돌궐, 몽골족, 아랍인, 이슬람인들이 설련하 지역에 살고 있지만 현재에는 모두 위구르인으로 정의하고 있어서, 세부적인 민족 출신을 파악하기 어렵다.

## 본관
덕수(德水)는 현재의 개성특별시 개풍군 덕수리이다.

## 인물
- 장순룡
- 장정 (張珽)
- 장언량(張彦良)
- 장운익(張雲翼)
- 귀인 장씨 (인조)
- 장유(張維)
- 장신
- 장선징
- 인선왕후
- 귀인 장씨 (고종)
- 장도
- 장경우
- 장경재

## 조선 왕실과의 인척관계
- 인조 후궁 귀인 장씨
- 효종비 인선왕후
- 고종 후궁 귀인 장씨

## 같이 보기
- 한국의 외래 귀화 성씨
- 설련하, 셀렝가
- 위구르족
- 위구르 제국
- 신장 위구르 자치구
- 경주 설씨 (설손)
- 임천 이씨
- 덕수 이씨
- 후당
- 설연타